# Trichodesma microcalyx
Trichodesma microcalyx är en strävbladig växtart som beskrevs av Isaac Bayley Balfour. Trichodesma microcalyx ingår i släktet Trichodesma och familjen strävbladiga växter. Inga underarter finns listade i Catalogue of Life.